# Хомутовское муниципальное образование
Хомутовское муниципальное образование — сельское поселение в составе
Иркутского района Иркутской области.
Административный центр — село Хомутово.

## Население
| 2010    | 2011    | 2012    | 2013    | 2014    | 2015    | 2016    |
| ------- | ------- | ------- | ------- | ------- | ------- | ------- |
| 12 872  | ↗12 960 | ↗13 793 | ↗14 883 | ↗15 828 | ↗16 116 | ↗16 445 |
| 2017    | 2021    |         |         |         |         |         |
| ↗17 493 | ↗23 963 |         |         |         |         |         |

## Населённые пункты
В состав муниципального образования входят населённые пункты:
- деревня Куда
- деревня Позднякова
- деревня Талька
- посёлок Горный
- посёлок Плишкино
- село Хомутово